# Élection présidentielle portugaise de 1986
L’élection présidentielle portugaise de 1986 (en portugais : Eleições presidenciais portuguesas de 1986) s'est tenue les 26 janvier et 16 février 1986, afin d'élire le président de la République pour un mandat de cinq ans.
Unique élection à deux tours de la IIIe République, le scrutin voit la victoire de justesse de l'ancien Premier ministre socialiste Mário Soares.

## Contexte
Empêché par la Constitution de se présenter à un troisième quinquennat consécutif, le président de la République António Ramalho Eanes quitte le pouvoir après dix années d'instabilité politique : cinq élections législatives et dix gouvernements ont été formés au cours de ses deux mandats. Intervenant régulièrement dans le jeu politique, il a soutenu la création, peu avant la fin de son mandat, du Parti rénovateur démocratique (PRD).
Aux élections législatives anticipées du 6 octobre 1985, causées par la rupture du gouvernement de grande coalition du Premier ministre socialiste Mário Soares, le Parti social-démocrate (PPD/PSD) d'Aníbal Cavaco Silva l'avait emporté avec une majorité relative très fragile. Pour gouverner, il s'appuie alors sur le soutien du Centre démocratique et social (CDS) et l'abstention bienveillante du PRD.
Bien qu'affaibli par cette défaite, Soares confirme sa candidature à la présidentielle, ratifiée en juillet précédent par les socialistes. En novembre toutefois, le parti connaît un coup dur avec la défection de Salgado Zenha, ancien bras droit du secrétaire général, qui décide de se présenter avec l'appui du PRD, lui qui en 1980 avait soutenu la candidature d'Eanes contre l'avis de Soares, ce qui lui avait valu la destitution de la présidence du groupe parlementaire.
Alors que la gauche se divise, le Parti communiste portugais (PCP) décidant d'avoir son candidat puis d'appuyer Zenha tandis que Maria de Lourdes Pintasilgo annonce se présenter, la droite se rassemble puisque sociaux-démocrates et chrétiens-démocrates présentent, comme lors du scrutin précédent, un candidat commun. Ils choisissent d'investir Diogo Freitas do Amaral, fondateur du CDS, plusieurs fois ministres et alors en retrait de la vie politique depuis 1983.
Pour la première fois depuis 1976, aucun militaire n'est candidat à la présidence de la République, ce qui signifie que le chef de l'État élu sera un civil pour la première fois depuis soixante ans.

## Mode de scrutin
Le président de la République (en portugais : Presidente da República Portuguesa) est élu au suffrage universel direct pour un mandat de cinq ans, renouvelable une fois consécutivement. Tout candidat doit justifier auprès du Tribunal constitutionnel d'au moins 7 500 et d'au plus 15 000 parrainages d'électeurs inscrits sur les listes électorales.
L'élection se déroule selon les modalités du scrutin uninominal majoritaire à deux tours. Si un candidat remporte au premier tour la majorité absolue des suffrages exprimés, il est proclamé élu. Si ce n'est pas le cas, les deux candidats ayant remporté, après désistements éventuels, le plus grand nombre de suffrages sont autorisés à se présenter à un second tour, au plus tard le vingt-et-unième jour suivant. Celui qui remporte le plus grand nombre de voix est alors élu. Ce cas de figure ne s'est présenté qu'une seule fois, lors de l'élection présidentielle de 1986.

## Campagne

### Candidats
Les candidats sont présentés dans l'ordre déterminé par tirage au sort.
| Candidat | Candidat                                         | Parti                                                                              | Remarque                                                                                           |
| -------- | ------------------------------------------------ | ---------------------------------------------------------------------------------- | -------------------------------------------------------------------------------------------------- |
|          | Francisco de Almeida Salgado Zenha               | Independente Partido Renovador Democrático (PRD) Partido Comunista Português (PCP) | Ancien ministre de la Justice Ancien président du groupe parlementaire PS                          |
|          | Maria de Lourdes Ruivo da Silva Matos Pintasilgo | Independente                                                                       | Ancienne Premier ministre (1979 - 1980)                                                            |
|          | Diogo Pinto de Freitas do Amaral                 | Partido do Centro Democrático Social (CDS) Partido Social Democrata (PPD/PSD)      | Ancien Vice-Premier ministre Ancien ministre de la Défense Ancien ministre des Affaires étrangères |
|          | Mário Alberto Nobre Lopes Soares                 | Partido Socialista (PS)                                                            | Ancien ministre des Affaires étrangères Ancien Premier ministre (1976 - 1978) ; (1983 - 1985)      |

## Résultats

### Voix
|                          |                             |                               | Premier tour | Premier tour | Second tour | Second tour |
| ------------------------ | --------------------------- | ----------------------------- | ------------ | ------------ | ----------- | ----------- |
| Inscrits                 | Inscrits                    | Inscrits                      | 7 617 257    |              | 7 612 733   |             |
| Abstentions              | Abstentions                 | Abstentions                   | 1 875 106    | 24,62 %      | 1 675 633   | 22,01 %     |
| Votants                  | Votants                     | Votants                       | 5 742 151    | 75,38 %      | 5 937 100   | 77,99 %     |
|                          |                             |                               |              |              |             |             |
| Bulletins enregistrés    | Bulletins enregistrés       | Bulletins enregistrés         | 5 742 151    |              | 5 937 100   |             |
| Bulletins blancs ou nuls | Bulletins blancs ou nuls    | Bulletins blancs ou nuls      | 64 043       | 1,12 %       | 54 280      | 0,91 %      |
| Suffrages exprimés       | Suffrages exprimés          | Suffrages exprimés            | 5 678 108    | 98,88 %      | 5 882 820   | 99,09 %     |
|                          |                             |                               |              |              |             |             |
|                          | Candidat                    | Parti                         | Suffrages    | Pourcentage  | Suffrages   | Pourcentage |
|                          | Diogo Freitas do Amaral     | Centre démocratique et social | 2 629 597    | 46,31 %      | 2 872 064   | 48,82 %     |
|                          | Mário Soares                | Parti socialiste              | 1 443 683    | 25,43 %      | 3 010 756   | 51,18 %     |
|                          | Salgado Zenha               | Indépendant                   | 1 185 867    | 20,88 %      |             |             |
|                          | Maria de Lourdes Pintasilgo | Indépendant                   | 418 961      | 7,38 %       |             |             |

### Analyse
Profitant d'une gauche divisée, Diogo Freitas do Amaral arrive largement en tête du premier tour. Il améliore de 300 000 voix le score obtenu en 1980 par le général Soares Carneiro, défait dès le premier tour. Il bénéficie également du soutien du Premier ministre libéral Aníbal Cavaco Silva, alors très populaire dans le pays, notamment les zones rurales du nord et de l'intérieur, où le candidat du centre-droit arrive largement en tête. Son score ne permet cependant pas une victoire dès le premier tour, fait unique dans l'histoire de la IIIe République.
Malgré la candidature de Salgado Zenha et les fortes critiques des communistes, Mário Soares parvient à se hisser à la deuxième place. Il accuse alors un retard de 1 200 000 suffrages sur le fondateur du CDS et ne devance son ancien bras droit que de 260 000 voix. Bien qu'il soit qualifié pour le second tour, il n'est en tête dans aucun district, Zenha étant majoritaire dans le sud que domine habituellement le PCP. Le candidat socialiste appelle alors à l'union de la gauche autour de sa candidature, ses adversaires appelant finalement à voter pour lui afin de faire barrage au candidat chrétien-démocrate.
Lors du second tour, profitant d'un accroissement de la mobilisation des électeurs et grâce au soutien à la fois du sud du Portugal et des zones urbaines, Soares fait plus que doubler son score de premier tour. Avec environ 3 000 000 voix en faveur de sa candidature, il surpasse d'à peine 130 000 suffrages le grand favori de l'élection, qui échoue donc de très peu à devenir le premier président de centre-droit depuis la révolution des Œillets.